# Heptózy
Heptóza (dříve běžně heptosa) je obecný název monosacharidů, jejichž základ sestává ze sedmičlenných heterocyklů s jedním heteroatomem kyslíku. Mají molekulární vzorec C7H14O7. Jejich uhlíkový řetězec obsahuje sedm atomů uhlíku a karbonylovou funkční skupinu. Podle karbonylové funkční skupiny se dělí na aldoheptózy (odvozené od aldehydů) a ketoheptózy (odvozené od ketonů), přičemž obě obsahují chirální atomy uhlíku, které způsobují jejich optickou aktivitu.
Stejně jako některé jiné monosacharidy existují heptózy ve dvou formách, s otevřeným (lineárním) řetězcem nebo uzavřeným (cyklickým) řetězcem, které se ve vodných roztocích snadno přeměňují jeden na druhý. Heptózy, stejně jako ostatní monosacharidy, se nejčastěji zobrazují pomocí Fisherovy projekce.
Polotriviální název heptóza vznikl z řecké číslovky sedm (hepta) a z přípony charakteristické pro sacharidy -óza.

## Aldoheptózy
Aldoheptózy mají karbonylovou skupinu v pozici 1 a mají pět chirálních atomů uhlíku.

Konfigurace D/L odkazuje na polohu skupiny -OH na atomu uhlíku a nemá žádný význam na znaménko rotace, tedy na směr optické aktivity.

D-glukoheptóza a L-glukoheptóza
D-mannoheptóza a L-mannoheptóza

## Ketoheptózy
Ketoheptózy mají karbonylovou skupinu v pozici 2, 3 nebo 4 a obsahují 4 chirální atomy uhlíku.

Konfigurace D/L odkazuje na polohu skupiny -OH na atomu uhlíku a nemá žádný význam na znaménko rotace, tedy na směr optické aktivity.

D-sedoheptulóza a L-sedoheptulóza
D-mannoheptulóza a L-mannoheptulóza
D-taloheptulóza a L-taloheptulóza
D-alloheptulóza a L-alloheptulóza

## Výskyt
Existuje jen málo příkladů sedmi uhlíkových monosacharidů v přírodě. Mezi několik přirozeně se vyskytujících heptóz patří:
- D-sedoheptulóza se vyskytuje jako sedoheptulóza-7-fosfát a významně se podílí na regeneraci D-ribulózy v Calvinově cyklu.
- 7-deoxy-sedoheptulóza je používána jako herbicid.
- D-mannoheptulóza (ketóza) se nachází v avokádovém ovoci a používá se jako inhibitor hexokinázy. Perorální nebo intravenózní příjem D-mannoheptulózy vede ke snížení inzulínu a zabraňuje tak příliš rychlému poklesu hladiny cukru v krvi.
- L-glycero-D-mannoheptóza (aldóza) je meziprodukt v biosyntéze lipidů A.
- D-taloheptulóza se nachází v avokádovém ovoci.
- D-alloheptulóza se nachází v avokádovém ovoci.
- Některé heptózy jsou složkami lipopolysacharidů (LPS).